# Stefan Wójcik (piłkarz)
Stefan Wójcik  (ur. 8 lipca 1899 w Krakowie, zm. 24 września 1966 tamże) – polski piłkarz.
Wójcik przez całą karierę piłkarską był związany z Wisłą Kraków. Do 1923 roku występował w zespole juniorów, po czym został włączony do drużyny seniorów. W barwach „Białej Gwiazdy” zadebiutował 26 sierpnia 1923 roku w wygranym 1:6 meczu z ŁKS–em Łódź.  W sezonie 1923 zdobył z Wisłą wicemistrzostwo Polski, zaś w sezonie 1925 zajął z zespołem trzecie miejsce w tabeli na zakończenie rozgrywek ligowych. W sezonie 1926  Wójcik tryumfował z „Białą Gwiazdą” w Pucharze Polski, natomiast w sezonie 1927 został w jej barwach mistrzem Polski.
Wójcik pracował w charakterze rzemieślnika, montera i urzędnika wodociągów miejskich. Był bratem Franciszka i Stanisława oraz ojcem Stefana.

## Statystyki klubowe
| Sezon | Klub          | Liga   | Liga krajowa | Liga krajowa |
| ----- | ------------- | ------ | ------------ | ------------ |
| Sezon | Klub          | Liga   | Mecze        | Bramki       |
| 1923  | Wisław Kraków | MP     | 6            | 0            |
| 1924  | Wisław Kraków | MP     | 0            | 0            |
| 1925  | Wisław Kraków | MP     | 6            | 0            |
| 1926  | Wisław Kraków | MP     | 0            | 0            |
| 1927  | Wisław Kraków | I Liga | 13           | 0            |
| Razem | Razem         | Razem  | 25           | 0            |

## Sukcesy

### Wisła Kraków
- Mistrzostwo Polski w sezonie 1927
- Wicemistrzostwo Polski w sezonie 1923
- Trzecie miejsce w mistrzostwach Polski w sezonie 1925
- Puchar Polski w sezonie 1926